# Haaimakreel
De Haaimakreel (Grammatorcynus bicarinatus) is een straalvinnige vis uit de familie van makrelen (Scombridae) en behoort derhalve tot de orde van baarsachtigen (Perciformes). De vis kan een lengte bereiken van 112 cm.

## Leefomgeving
Grammatorcynus bicarinatus is een zoutwatervis. De vis prefereert een subtropisch klimaat en leeft hoofdzakelijk in de Grote Oceaan. De diepteverspreiding is 0 tot 15 m onder het wateroppervlak.

## Relatie tot de mens
Grammatorcynus bicarinatus is voor de visserij van aanzienlijk commercieel belang. In de hengelsport wordt er weinig op de vis gejaagd.